# یواس‌اس کارت (سی‌وی‌ئی-۱۱)
یواس‌اس کارت (سی‌وی‌ئی-۱۱) (به انگلیسی: USS Card (CVE-11)) یک کشتی به طول ۴۹۶ فوت (۱۵۱ متر) بود. این کشتی در سال ۱۹۴۲ ساخته شد.